# 结胜
结胜，西夏官员，夏惠宗时军事首领，党项族。
结胜担任鈐轄，骁武有勇。曾和宋朝麟州将领王文郁在开光州交战，力屈请降，被宋朝封为供奉官。西夏天赐礼盛国庆二年（1071年）十二月，谋归西夏，宋神宗得知，诏令放他归国，并发给口粮路费，命经略司牒告宥州在边界交割。